# Растуново
Растуново — село в городском округе Домодедово Московской области России.
С 1919 до 1994 гг. входило в Растуновский сельсовет, с 1994 до 2007 гг. — в Растуновский сельский округ Домодедовского района.
11 марта 2009 года в состав села Растуново был включён посёлок Агрогород Домодедовского района.
С 2007 до 2012 года село было центром Растуновского административного округа, с 2012 года — центром Растуновской территории в рамках территориального отдела Повадинского и Растуновского административных округов городского округа Домодедово.
В селе действует храм Иверской иконы Божией Матери. В сентябре 2019 года открыт бюст Герою Социалистического Труда Антону Антоновичу Гуманюку, руководившему с 1960 года на протяжении 19 лет совхозом/госплемзаводом «Заря коммунизма» в Домодедове.

## Население
| 1859 | 1890 | 1899 | 1926 | 2002 | 2010  | 2021  |
| ---- | ---- | ---- | ---- | ---- | ----- | ----- |
| 331  | ↗382 | ↘278 | ↗307 | ↘59  | ↗4046 | ↗5219 |